# Andrew August
	Andrew “AJ” August (født 12. oktober 2005 i Pittsford) er en professionel  cykelrytter fra USA, der kører for Ineos Grenadiers.

## Karriere
AJ er født og opvokset i Pittsford i delstaten New York. Som barn tog forældrene ham med til cykelløb hvor de selv var deltager. I slutningen af november 2020 offentliggjorde det amerikanske juniorhold Hot Tubes Development Cycling Team at Andrew August fra 2021-sæsonen skulle være en del af holdet i landevejscykling. 
I cykelcross repræsenterede han FinKraft Junior Cycling Team, og for dem fik han i 2021 ti top-5 placeringer ved amerikanske løb. I 2022 blev han amerikansk juniormester, og vandt det legendariske belgiske løb Koppenbergcross. Det var første gang i 22 år at en ikke-europæer vandt løbet på tværs af elite, U23 og juniorrækken.
På landevejen blev det til sejre i både 2021, 2022 og 2023. I starten af 2023 var han med World Tour-teamet Ineos Grenadiers på træningslejr på Mallorca. Den 14. juni blev AJ August amerikansk juniormester i enkeltstart.
Den 25. oktober 2023 offentliggjorde Ineos Grenadiers at de fra 2024 havde tegnet en treårig kontrakt med AJ August. Det gjorde ham til den yngste rytter på UCI World Tour, da han med 18 år og 81 dage overgik Filippo Pozzato der var 18 år og 113 dage da han fik kontrakt med Mapei i 2000.